# Oskar Schönning (musikgrupp)
Oskar Schönning är en svensk jazzgrupp som drivs av kontrabasisten Oskar Schönning. Medlemmar är dessutom (2007) Sebastian Voegler, trummor, Nils Berg, klarinett, och Jonas Östholm, piano. Gruppen har spelat på många olika scener i Sverige och utomlands och gjort fyra skivor (plus några olika egenutgivingar). Förutom att spela som kvartett har man gjort samarbeten med bland annat glasdamer och stråkkvartetter.

## Diskografi
- 2004 – Oskar Schönning
- 2006 – Happy Jazz, please
- 2008 – Puerto
- 2010 – Belgrade Tapes
- 2012 – The Violin
- 2015 – Vykort